# Harry Roldán Pinedo Valera
Harry Roldán Pinedo Valera (Harry Pinedo), dans la langue des Shipibo-Conibos Inin Metsa, (né le 11 mai 1988 à Pucallpa) est un artiste indigène péruvien.

## Vie

### Carrière et influence artistique
En tant qu'assistant de ses parents Elena Valera et Roldán Pinedo, également artistes, Pinedo a appris à concevoir et à incorporer des éléments picturaux manquants. Au fil des années, il a développé son propre style de peinture et est devenu lui-même un artiste. En 2020, Pinedo a obtenu une licence en pédagogie pour l'éducation interculturelle bilingue à l'université Cayetano Heredia et enseigne depuis lors à l'école communautaire Shipibo de Cantagallo.
Pinedo appartient au peuple Shipibo d'Ucayali en Amazonie péruvienne et travaille depuis 1995 à Lima, où il vit dans la communauté urbaine Shipibo de Cantagallo. Il est un représentant de l'art indigène dont le thème est le monde de la forêt tropicale d'Amérique du Sud. L'influence artistique provient donc moins d'autres artistes indigènes que de la confrontation avec la nature dans son équilibre de faune et de flore d'une part, et avec les peuples indigènes qui vivent en symbiose avec elle et en son sein d'autre part.

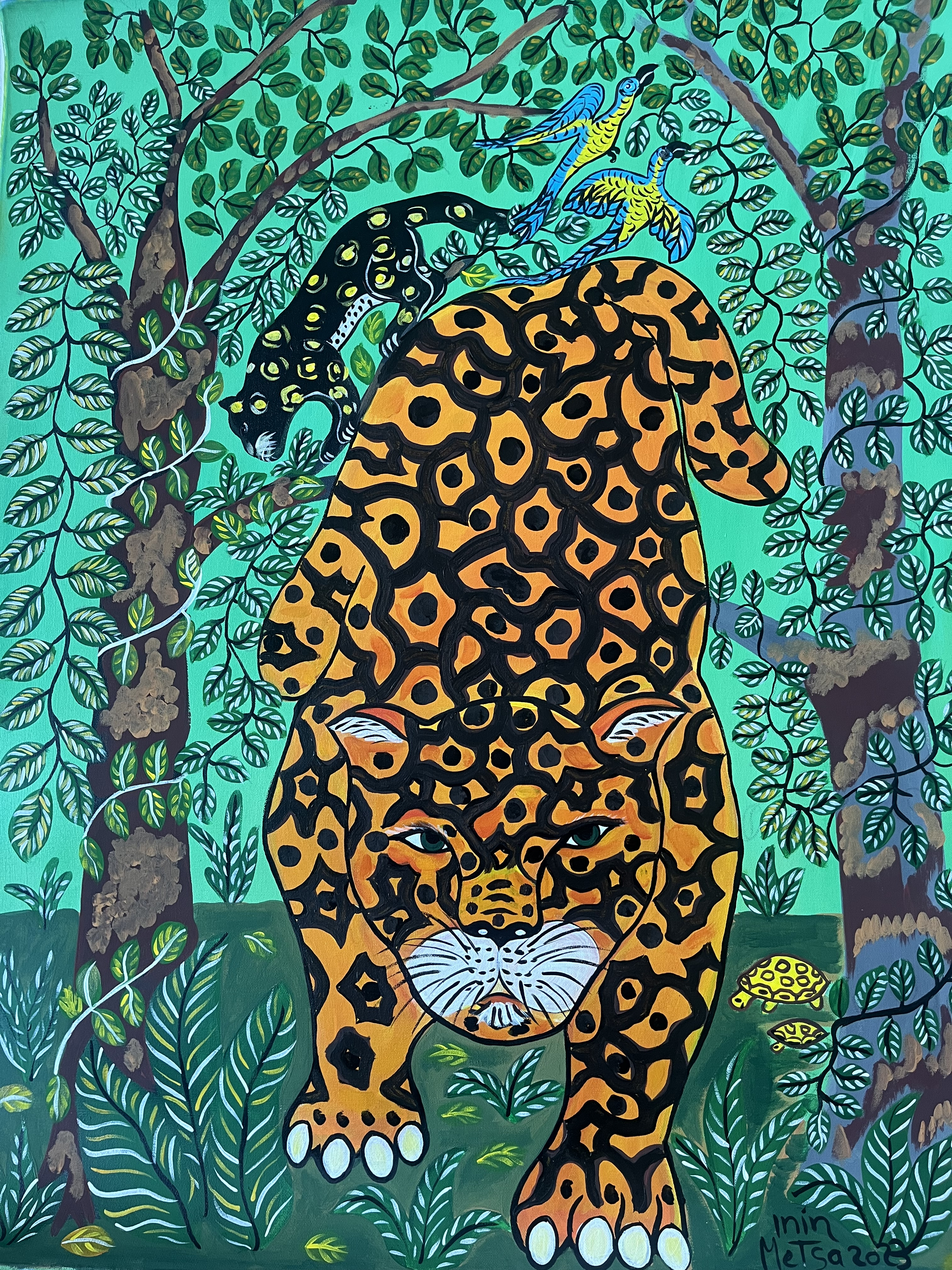
El Jaguar (2023)

Le courant de l'indigénisme pictural s'est développé au Pérou au milieu du 20e siècle. Mais alors que les peintres indigènes précédents s'intéressaient exclusivement à l'homme andin, Pinedo s'empare de l'habitant de la jungle et de son univers dans ses œuvres. Comme dans l'art naïf, il s'agit de motifs picturaux simples et imaginatifs, mais dont les origines proviennent du contexte chamanique et donnent une interprétation spirituelle au motif pictural. Dans sa peinture visionnaire, Pinedo intègre ses propres expériences de l'utilisation de la drogue ayahuasca et visualise des représentations indigènes d'esprits et d'entités spirituelles comme les animaux et les plantes de la forêt tropicale.

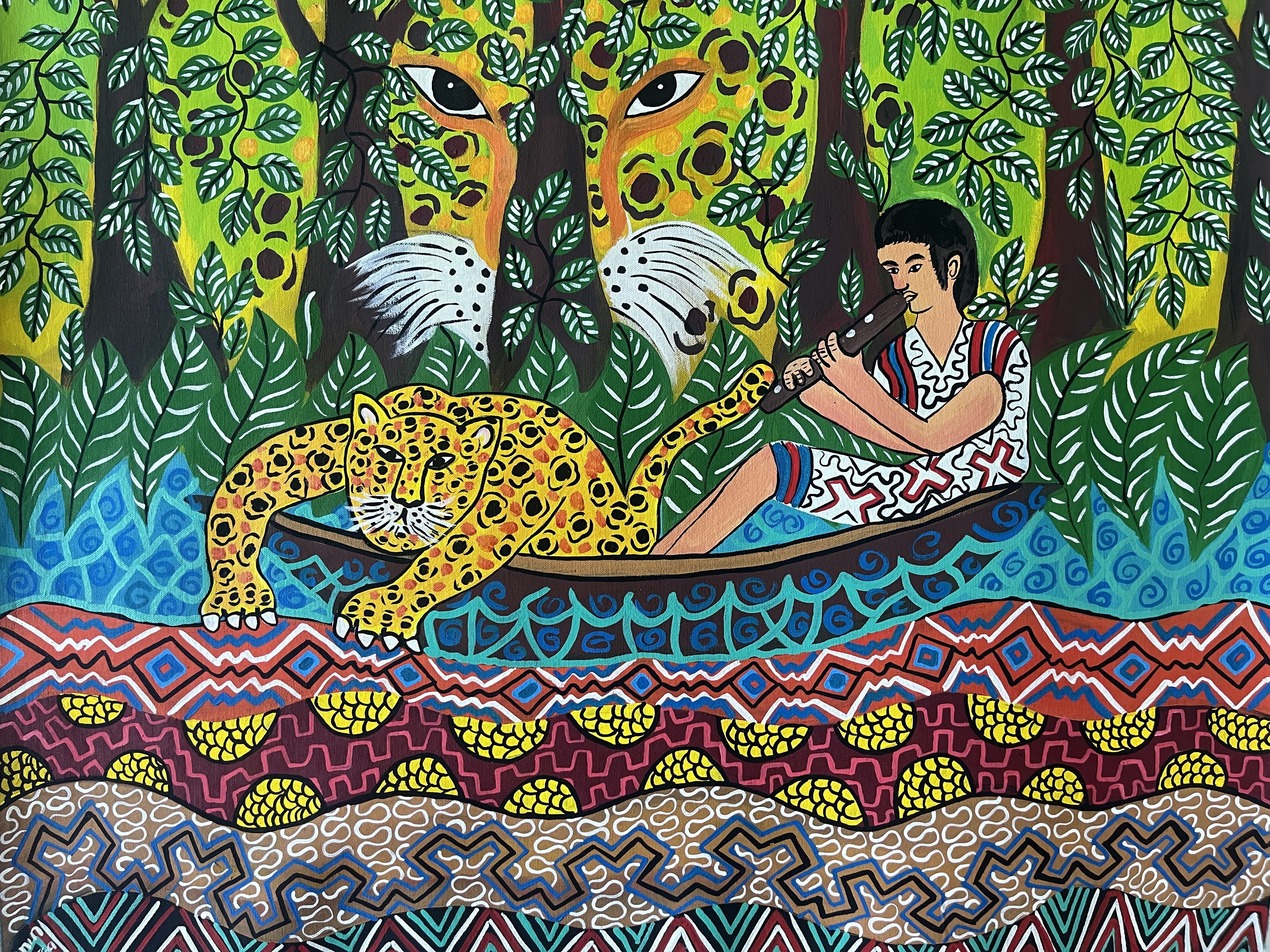
Melodías desde la canoa (2023)

Comme dans l'art naïf, il s'agit de représentations simples et bidimensionnelles de la faune et de la flore ; l'une des caractéristiques de sa peinture réside toutefois dans les motifs récurrents du monde animal qui se retrouvent de diverses manières dans ses œuvres et qui sont interprétés comme le caractère inconditionnel de la vie humaine dépendant de la nature. Dans l'idéal, il s'agit d'une symbiose entre l'homme et la nature qui se conditionne mutuellement : c'est pourquoi on trouve également dans ses œuvres des éléments de critique sociale, qui doivent toutefois être compris comme une invitation à respecter et à préserver la nature et la forêt tropicale en tant que base de vie, au lieu de les détruire.

### Style et techniques
Dans son pays, Pinedo a appris l'art de la peinture indigène avec des pinceaux faits de branches de pili-pili ou de cheveux de ronsoco, en utilisant la terre locale pour extraire ses couleurs et en utilisant comme tissu le simple tocuyo teint avec des essences d'écorce d'acajou. Pinedo tente ainsi de capter la magie et le mystère des habitants de la jungle et de fixer par la couleur et la forme les traditions orales du peuple Shipibo-Conibo. Pour les grands formats, il utilise non seulement des peintures naturelles de sa propre fabrication, mais aussi des peintures acryliques.

### Expositions (sélection)
- 2024 Pinta Miami – The Latin American Gene, Miami

- 2023 healing, Weltkulturen Museum Francfort-sur-le-Main

- 2022 Perú en mi Corazon, Galerie d’art Maggy Stein, Luxembourg

- 2021 Place-Making, World-Making, Université de l'Essex

- 2020 Amazonia Arte e Identidad, Boulevard Art Gallery Asia, Lima

- 2019 ARCOmadrid, Le Pérou. Amazonie, Madrid

- 2018 Ruraq Maki, Museo de la Nación, Lima

- 2017 El Explendor de Yanapuma, Centro Colich de Barranco, Lima

- 2016 BAZARTE, Lima Contemporáneo en Fundación Euroidiomas, Lima

- 2014 La Peinture Contemporaine de I´Amazonie Peruvienne, Maison des Associations, Paris

- 2013 Mira! – Artes Visuales Contemporáneo de los Pueblos Indigenas. Centre culturel de l‘Université Minas de Grey, Belo Horizonte

- 2011 Amazonia I, Sala Ricardo Palma du Miraflores, Lima

- 2010 Noche de Arte 2010, BBVA Banco Continental, San Isidro, Lima

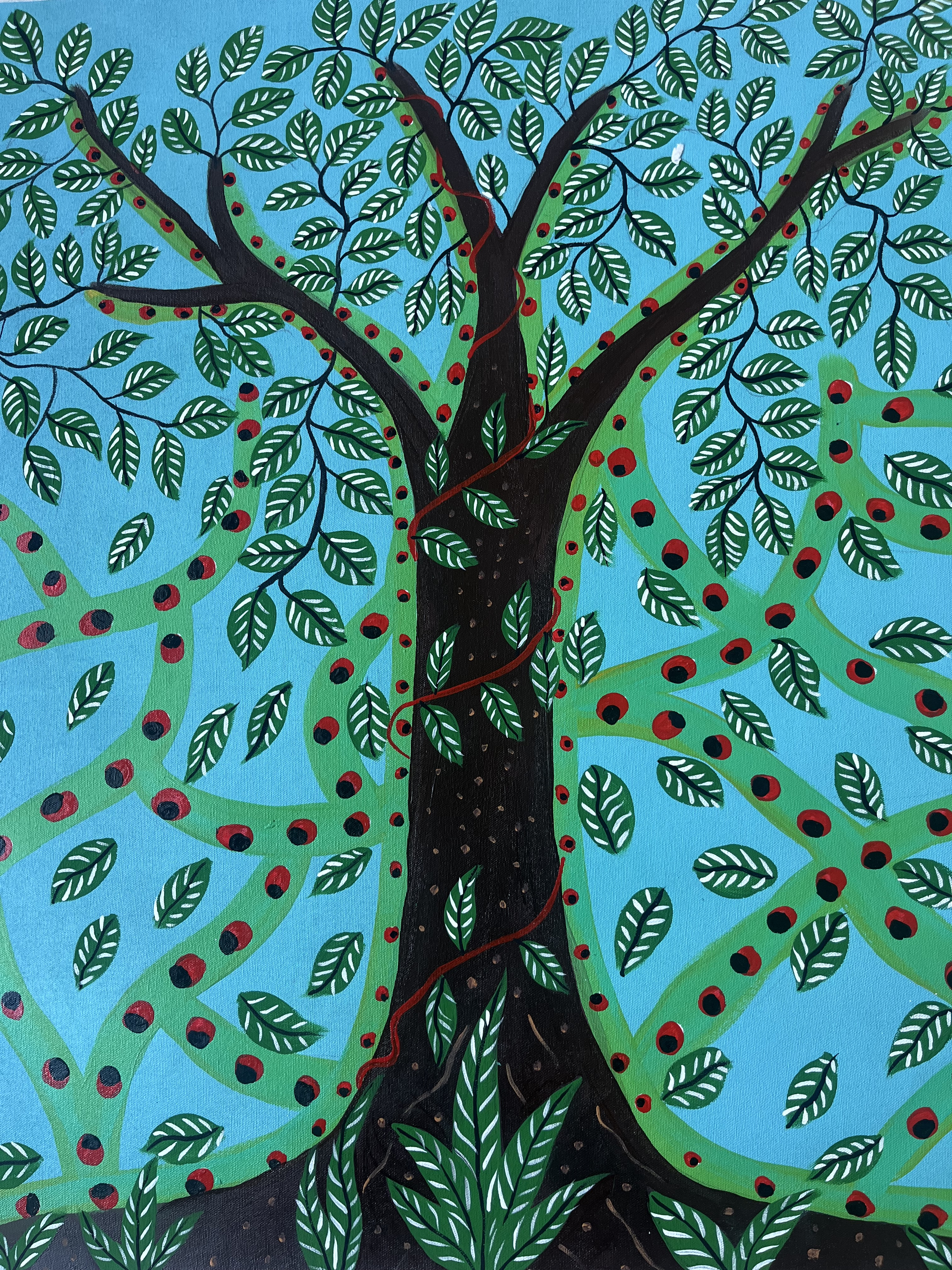
Árbol de huayruros (2023)
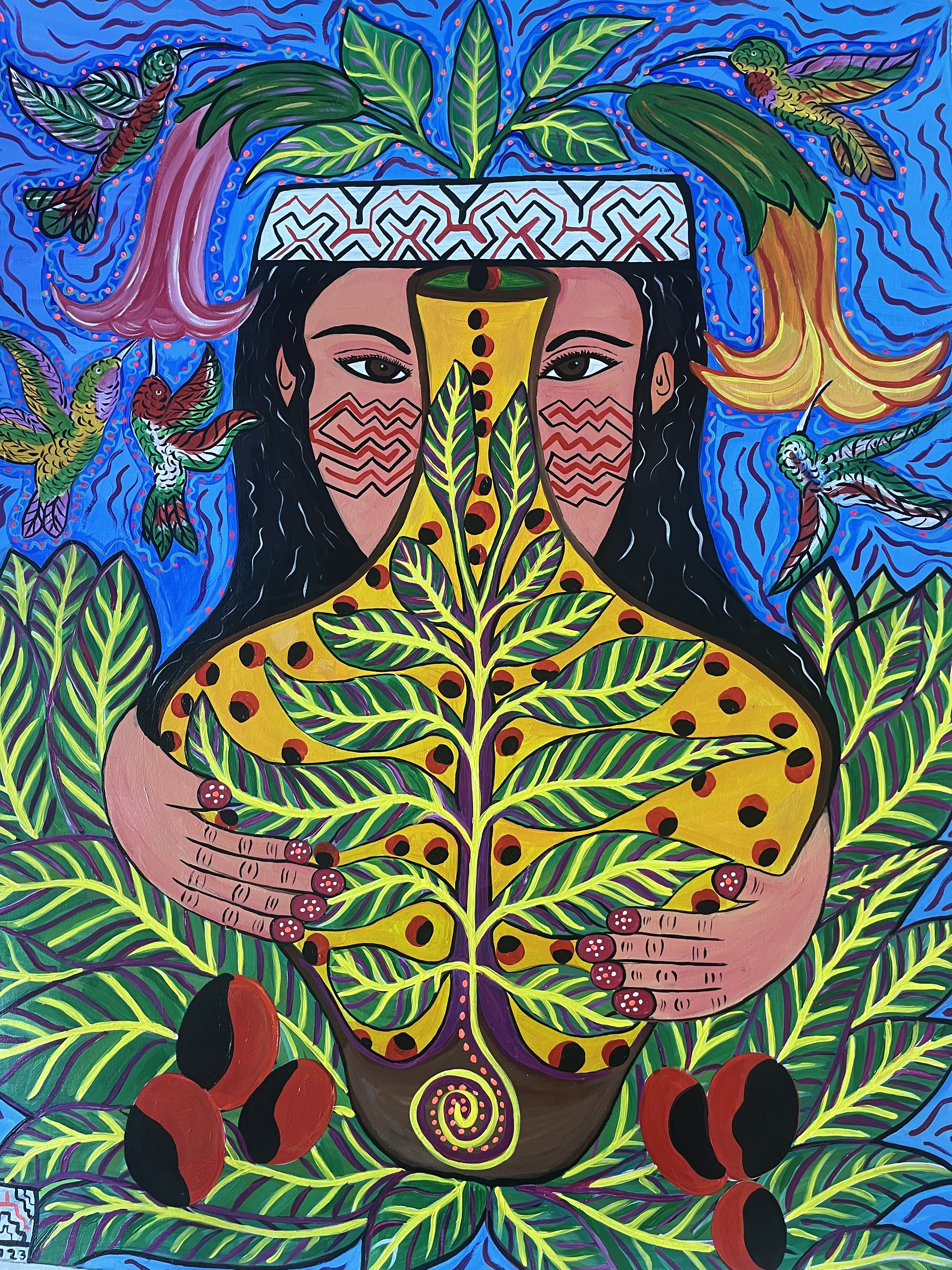
Mujer de la medicina (2023)
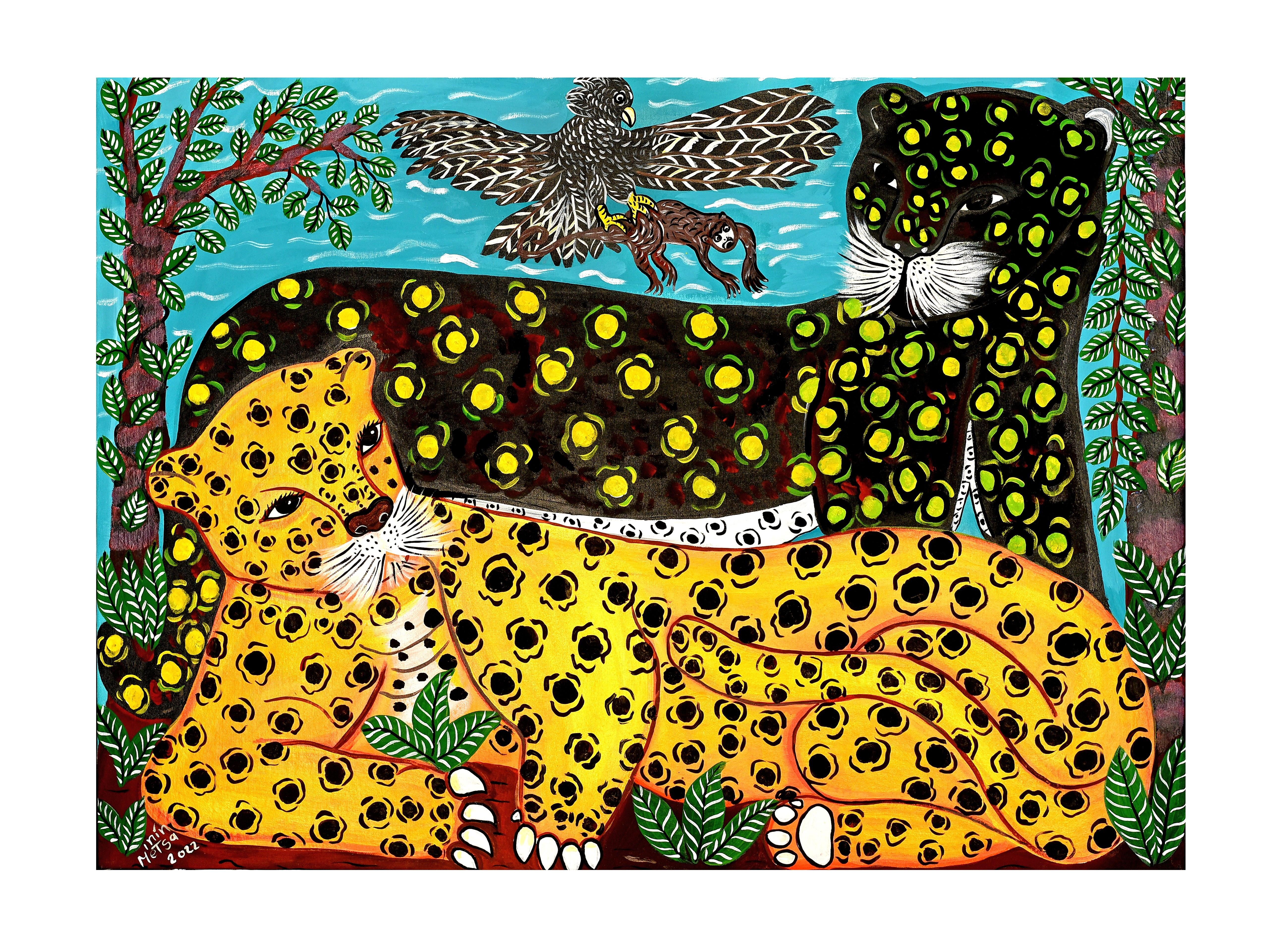
Sol y luna en la mañana (2022)
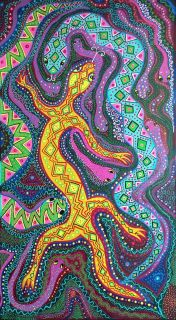
Visión de lagartijas (2022)

## Œuvres dans les collections publiques
- Weltkulturen Museum, Francfort-sur-le-Main

- Université Cayetano Heredia, Lima

- Ministère péruvien de la Culture, Lima